# Nabi Tajima
Nabi Tajima (japanska: 田島 ナビ; Tajima Nabi), född 4 augusti 1900 (ifrågasatt) i Kikai på Amamiöarna i Kagoshima, död 21 april 2018 på samma plats, var en japansk kvinna som verifierades vara den äldsta levande människan i 31 veckor efter den 21 veckor äldre jamaicanskan Violet Browns död på morgonen den 16 september 2017 (=eftermiddagen den 15 september 2017 jamaicansk tid). Brown och Tajima verifierades vara de sista två levande människorna födda under 19:e seklet (som upphörde år 1900 till skillnad från 1800-talet som upphörde år 1899). Hon avled efter några månaders sjukhusvistelse klockan 19:58 på kvällen lokal tid den 21 april 2018 vid en påstådd ålder av 117 år och 260 dagar, och efterträddes som den äldsta levande människan av den 271 dagar yngre Chiyo Miyako (som dock kan ha varit äldre än Tajima vars påstådda födelseår är ifrågasatt enligt Gerontology Research Group). Tajimas äldste son, som kan ha blivit hundraåring under år 2019, kan ha varit den äldsta personen någonsin med en levande förälder, som ännu hade sin mor i livet vid 98 års ålder (eftersom han var äldre än Violet Browns äldste son Harold Fairweather som avled 19 april 2017, fyra dagar efter att ha fyllt 97 år).